# 鎌田純一
鎌田 純一（かまた じゅんいち、1923年7月17日 - 2014年7月15日）は、日本の神道学者・歴史学者。宮内庁侍従職御用掛。皇學館大学名誉教授。

## 略歴
1923年、大阪府大阪市に生まれる。父春雄が神宮皇學館教授として赴任したため、伊勢で幼少期を過ごす。
宇治山田中学校（現在の三重県立宇治山田高等学校）を経て、國學院大學予科、1946年同大学文学部史学科卒業。在学中に学徒出陣し、海軍中尉に至る。学部を卒業のあと、同大学院に進学、1955年より國學院大學日本文化研究所専任所員、また同大学講師として教壇に立つ。
1962年に再興された皇學館大學助教授として赴任、1965年には教授。1989年まで在職した（同名誉教授となる）。この間、東北大学および岩手大学の非常勤講師もつとめる。
1988年より宮内庁掌典職掌典として奉仕、1989年に祭事課長に任じられ平成の即位礼・大嘗祭に奉仕した。1994年に退任後は宮内庁侍従職御用掛。
2014年7月15日午後1時30分、肺癌のため東京都新宿区の病院で90歳で死去。

## 業績
専門は日本中世史、神道史。中世神道史研究の碩学として宮中祭祀についても、深い造詣を持つ。神社本庁中央研修所講師として神職養成にもあたる。

## 著書

### 単著
- 『先代舊事本紀の研究 校本の部』 吉川弘文館、1960年
- 『先代舊事本紀の研究 研究の部』 吉川弘文館、1962年
- 『神道文献』 神社新報社、1993年、改訂版2012年
- 『中世伊勢神道の研究』 続群書類従完成会、1998年
- 『平成大禮要話　即位礼 大嘗祭』 錦正社、2003年
- 『神宮史概説』 神社本庁、2003年
- 『皇室の祭祀』 神社本庁研修所、2006年
- 『神道概説』 学生社、2007年
- 『神道史概説』 神社新報社、2010年
- 『慎みて怠ることなかれ　鎌田純一論集』 神社新報社〈神社新報ブックス〉、2015年

### 編著
- 『史料纂集 舜旧記』全8冊、続群書類従完成会、1970年-1999年
- 『神道大系 古典編　先代旧事本紀』 神道大系編纂会、1980年
- 『神道大系 論説編・復古神道4　平田篤胤』 神道大系編纂会、1980年
- 『甲斐国一之宮浅間神社誌』 浅間神社、改訂版2005年

### 共著
- 上田正昭と『日本の神々 『先代旧事本紀』の復権』大和書房、2004年